# Campionat d'Espanya de muntanya
El Campionat d'Espanya de muntanya (en castellà: Campeonato de España de Montaña) és la màxima competició d'aquesta modalitat que es disputa a l'estat espanyol. Organitzat per la Reial Federació Espanyola d'Automobilisme (RFEDA) anualment des de 1971 -després d'una edició esparsa el 1968-, el campionat inclou pujades de muntanya automobilístiques celebrades en diferents indrets de l'estat, de Portugal i d'Andorra.

## Característiques
Actualment, el Campionat es desenvolupa en trams de carretera d'una longitud mínima de quatre quilòmetres, amb un desnivell mitjà mínim del 5% i un desnivell mínim entre sortida i arribada de 300 metres. El certamen ha constat històricament de diversos títols, un per a cada categoria establerta en funció de les característiques tècniques del vehicle (turismes, GT, barquetes, prototips, etc.), però sempre hi ha hagut un títol absolut (o "scratch") per al qual puntuen tots els pilots independentment de la categoria en què competeixen. El guanyador d'aquest títol absolut és considerat anualment el campió d'Espanya de l'especialitat.
Pel que fa a les proves, a data de 2016 el calendari constava de 6 pujades repartides entre els mesos de març i setembre, la més antiga de les quals era la "XLV Subida Internacional Al Fito" (a Astúries), amb una prova a Catalunya (VI Pujada Alp 2500) i una altra a Andorra (Pujada a Ordino-Arcalís). Al llarg dels anys, diverses pujades celebrades als Països Catalans han puntuat per al campionat, entre elles les del Montseny, Montserrat, Rabassada, Sant Feliu de Codines i Puig Major.

## Palmarès

### Campionat absolut
Font:
A 31 de desembre de 2015
| Any                    | Pilot                      |
| ---------------------- | -------------------------- |
| 1968                   | ?                          |
| 1969-1970: No disputat |                            |
| 1971                   | Jorge de Bagration         |
| 1972                   | Juan Fernández             |
| 1973                   | Juan Fernández             |
| 1974                   | Geni Baturone              |
| 1975                   | Juan Fernández             |
| 1976                   | Geni Baturone              |
| 1977                   | Juan Fernández             |
| 1978                   | Juan Fernández             |
| 1979                   | Juan Fernández             |
| 1980                   | Juan Fernández             |
| 1981                   | Juan Fernández             |
| 1982                   | Juan Fernández             |
| 1983                   | Juan Fernández             |
| 1984                   | Andrés Vilariño            |
| 1985                   | Fermí Vélez                |
| 1986                   | Joan Vinyes                |
| 1987                   | Pancho Egozkue             |
| 1988                   | Pancho Egozkue             |
| 1989                   | Pancho Egozkue             |
| 1990                   | Luis Martínez              |
| 1991                   | Luis Martínez              |
| 1992                   | Luis Martínez              |
| 1993                   | Pancho Egozkue             |
| 1994                   | Pancho Egozkue             |
| 1995                   | Aitor Zabaleta             |
| 1996                   | Aitor Zabaleta             |
| 1997                   | Aitor Zabaleta             |
| 1998                   | Aitor Zabaleta             |
| 1999                   | Andrés Vilariño            |
| 2000                   | Xavier Riera               |
| 2001                   | Roberto Méndez             |
| 2002                   | Roberto Méndez             |
| 2003                   | Roberto Méndez             |
| 2004                   | Carlos Hernández           |
| 2005                   | Luis Flores                |
| 2006                   | José Antonio López-Fombona |
| 2007                   | José Antonio López-Fombona |
| 2008                   | ?                          |
| 2009                   | José Antonio López-Fombona |
| 2010                   | José Antonio López-Fombona |
| 2011                   | José Antonio Aznar         |
| 2012                   | Manuel Cabo                |
| 2013                   | José Antonio López-Fombona |
| 2014                   | Angela Vilariño            |
| 2015                   | Andrés Vilariño            |